# 独孤信
独孤 信（どっこ しん、502年 - 557年）は、中国の西魏の匈奴系軍人。武川鎮軍閥の重鎮で、娘たちはこの軍閥から出て関隴集団系拓跋国家を樹立した宇文氏（北周）、楊氏（隋）、李氏（唐）のいずれにも嫁いでいる。本名は如願。字は期弥頭。本貫は雲中郡。

## 経歴
独孤庫者（独孤俟尼須の子）と費連氏の間の子として生まれた。容姿が美しく、騎射を得意とした。北魏の正光末年、賀抜度抜らとともに衛可孤を斬り、名が知られるようになった。六鎮の乱が起こり、中山に避難したところを、葛栄に捕らえられて従軍した。派手に飾り立てることを好み、服装の異様さは衆に際だっていたので、軍中で独孤郎と号された。
528年、爾朱栄が葛栄を破ると、爾朱氏の下で独孤信は別将となった。韓楼に対する征戦に従い、漁陽王袁肆周を捕らえ、功績により員外散騎侍郎に任ぜられた。まもなく驍騎将軍に転じ、滏口に駐屯した。529年、元顥が洛陽に入ると、爾朱栄は独孤信を先鋒とし、元顥と河北で戦ってこれを撃破した。独孤信は安南将軍に任ぜられ、爰徳県侯の爵位を受けた。
530年、荊州新野鎮将・新野郡太守となって出向した。まもなく荊州防城大都督・南郷郡太守に転じた。賀抜勝が荊州に駐屯すると、独孤信は南朝梁の下溠戍を攻撃して落とし、武衛将軍に転じた。534年、賀抜岳が侯莫陳悦のために殺害されると、賀抜勝は独孤信に入関させ、賀抜岳の残党を掌握させようとした。独孤信が入関すると、賀抜岳の残党はすでに宇文泰が掌握していた。独孤信は宇文泰と若い頃から交友があったため、宇文泰に信頼され、洛陽入りを任されて、雍州までいたった。しかし大使の元毗が派遣されて独孤信は荊州に帰ることとなった。まもなく独孤信は孝武帝に召されて入朝した。孝武帝が長安に入ったとき、独孤信は父母妻子を捨てて単騎で孝武帝を追い、瀍澗で追いついた。孝武帝は独孤信の忠誠を賞賛して浮陽郡公に進めた。
荊州が東魏のために失陥すると、独孤信は衛大将軍・都督三荊州諸軍事となり、尚書右僕射・東南道行台・大都督・荊州刺史を兼ねた。独孤信が武陶に到着すると、東魏の弘農郡太守の田八能が析陽で独孤信をはばんだ。また東魏の都督の張斉民が独孤信の後方に出現した。少勢で死地に追いこまれた独孤信は兵士を鼓舞し、前方の田八能を撃破すると、張斉民もまた敗走した。独孤信は勝利に乗じて荊州を襲い、東魏の荊州刺史の辛纂を破り、都督の楊忠らが辛纂を斬った。三荊州を平定し、車騎大将軍・儀同三司に任ぜられた。
東魏の高昂・侯景らが荊州に進軍してくると、独孤信は衆寡敵せず、部下を率いて南朝梁に亡命した。南朝梁にとどまること3年、南朝梁の武帝に許されて西魏に帰還した。537年秋、長安に到着した。上書して文帝に謝罪すると、驃騎大将軍に転じ、侍中・開府を加えられ、使持節・儀同三司・浮陽郡公の位はもとのままであった。まもなく領軍に任ぜられた。宇文泰に従って弘農を奪い、沙苑で東魏軍を破った。河内郡公に改封された。そのころ父の独孤庫者が東魏に害されたことを知り、喪に服した。大都督となり、馮翊王元季海とともに洛陽に入った。538年、東魏の侯景らが洛陽を包囲した。独孤信が金墉城に拠って十数日、宇文泰が瀍東に到着すると、侯景らは撤退した。独孤信と李遠は西魏の右軍となり、東魏と決戦したが敗れ、洛陽は再び東魏の手に落ちた。540年、侯景が荊州に侵攻すると、独孤信と李弼が武関を出た。侯景が撤退すると、独孤信は大使となり、三荊州の治安を回復させた。まもなく隴右十州大都督・秦州刺史に任ぜられた。
541年、岷州刺史・赤水蕃王の梁仚定が挙兵して叛くと、独孤信がこれを討った。梁仚定はまもなくその部下のために殺された。梁仚定の子弟が残党を掌握すると、独孤信は兵を率いて万年に向かい、三交口に陣を張った。敵の抵抗に手を焼いた独孤信は、間道を通って稠松嶺に出ると、思わぬところから独孤信の現れたことに驚いた敵は潰走した。独孤信は勝利に乗じて追撃し、城下で敵を降した。太子太保の位を加えられた。543年、邙山の戦いで西魏軍が敗れたさい、独孤信と于謹が生き残りを収容して東魏軍の後方から攻撃し、これによって西魏の軍は撤退することができた。546年、涼州刺史の宇文仲和が涼州を占拠して交代を受けつけなかったので、独孤信は命を受けて開府の怡峯らを率いてこれを討った。宇文仲和は籠城して固く守ったが、独孤信は夜間に諸将には衝梯で城の東北を攻めさせ、自身は壮士を率いて城の西南を襲って陥落させ、宇文仲和らを捕らえて長安に送った。547年、東魏を攻撃した。柔然の侵攻があって、独孤信は河陽に移鎮した。548年、柱国大将軍に進んだ。このころ母の費連氏が東魏に害されたことを知り、喪に服した。550年、西魏軍が北斉に侵攻し、独孤信は隴右の数万人を率いて従軍し、崤底までいたって帰還した。尚書令に転じた。556年、六官が建てられると、大司馬に任ぜられた。557年、北周の孝閔帝が即位すると、太保・大宗伯に転じ、衛国公に進んだ。趙貴が処刑された後、独孤信は連座して免職された。まもなく宇文護に強迫されて、家で自殺した。55歳であった。
隋の建国後、太師・上柱国・冀定相滄瀛趙恒洺貝十州諸軍事・冀州刺史の位を追贈され、趙国公に追封された。諡を景といった。

## 妻子

### 妻
- 郭氏
- 崔氏

### 男子
- 長男 独孤羅（字は羅仁、楚安郡太守・儀同大将軍）
- 次男 独孤善（字は伏陀、兗州刺史・河内郡公）
- 三男 独孤穆（文侯県侯）
- 四男 独孤蔵（義寧県侯）
- 五男 独孤順（項城県伯）
- 六男 独孤陀（建忠県伯）
- 七男 独孤宗
- 八男 独孤整（幽州刺史・平郷県侯）

### 女子
- 長女 独孤氏（北周の明帝の明敬皇后）
- 四女 独孤氏（唐の元貞太后、高祖李淵の母）
- 七女 独孤伽羅（隋の文帝楊堅の文献皇后）

## 伝記資料
- 『周書』巻16 列伝第8
- 『北史』巻61 列伝第49